# ماثيو جي. كارتر
ماثيو جي. كارتر (بالإنجليزية: Matthew G. Carter)‏ هو قس وسياسي أمريكي، ولد في 16 أكتوبر 1913 في الولايات المتحدة، وتوفي في 14 مارس 2012. حزبياً، نشط في الحزب الجمهوري.